# Manuel Barrios Jiménez
Manuel Barrios Jiménez (Écija, 15 de agosto de 1882-Sevilla, 10 de agosto de 1936) fue un maestro y político socialista español, víctima de la represión del bando franquista durante la Guerra Civil.

## Biografía
Aunque se formó como maestro, nunca pudo ejercer la profesión, trabajando en el negocio familiar, una pequeña empresa fabricante de jabones. En 1905 organizó, con su amigo Diego Martínez Barrio, la Juventud Republicana de Sevilla, y en 1910 pasó a dirigir el Centro Republicano de Écija. En 1912 presidió la Casa del Pueblo de Écija y fue candidato a diputado al Congreso por esa localidad de la conjunción republicano-socialista en las elecciones generales de 1919, pero no fue elegido debido a los pucherazos de los caciques locales. En 1914 ingresó en la masonería perteneciendo a diversas logias de Écija, Carmona y Sevilla. Afiliado al Partido Socialista Obrero Español (PSOE) en 1920, fue elegido concejal del ayuntamiento de Écija, pero fue obligado a dimitir en 1923 con el golpe de Estado que dio lugar a la dictadura de Primo de Rivera. Se exilió en Sevilla, donde en 1927 ingresó en la agrupación socialista local. En 1931 se convirtió en secretario general de la ejecutiva provincial del PSOE sevillano y a finales de 1932 fue elegido delegado por la Federación sevillana en el XIII Congreso del PSOE, donde fue vicepresidente e impulsó la colaboración del PSOE con el incipiente nacionalismo andaluz promovido por el también diputado Hermenegildo Casas Jiménez. Fue candidato a diputado por la circunscripción de Jaén en las elecciones de 1933, pero tampoco fue elegido en esta ocasión. La fuerte represión gubernativa por los sucesos revolucionarios de 1934 provocaron su dimisión como Delegado Regional de Trabajo, cargo que ocupaba desde 1931. En las elecciones generales de 1936 fue elegido diputado por la circunscripción de Sevilla, alineándose en las Cortes con el sector prietista del PSOE.
Al tiempo del golpe de Estado de julio de 1936 que daría lugar a la guerra civil, Barrios se encontraba en Madrid y marchó inmediatamente por tren a Sevilla, junto con los también diputados José Moya Navarro, Víctor Adolfo Carretero Martínez y Alberto Fernández Ballesteros. Tras pasar un tiempo escondido, fue detenido el 10 de agosto e incluido en una saca de presos para conmemorar la Sanjurjada, siendo ejecutado ese mismo día en la carretera de Carmona junto con Blas Infante, José González Fernández de Labandera, Fermín de Zayas y Emilio Barbero Núñez.